# Vijnanabhikshu
Vijnanabhikshu (Sanskrit: विज्ञानभिक्षु Vijñānabhikṣu) war ein indischer Samnyasin aus der Gegend von Varanasi, der in der zweiten Hälfte des 16. Jahrhunderts lebte. Er verfasste mehrere Werke  zu verschiedenen indischen Lehrsystemen, namentlich zum Vedanta, Yoga und Samkhya und versuchte diese drei Lehren in einem „nichtunterscheidbaren Nichtdualismus“ (avibhagādvaita) zu vereinen, wobei er stets Wert auf theistische und mystische Gedanken legte.

## Werke
Zu seinen bedeutenden Werken gehören Vijñānāmṛtabhāṣya, ein Kommentar zum Brahma-Sutra, einem Grundlagenwerk zum Vedanta. Yogavārttika ist der längste Subkommentar zum Yogasūtrabhāṣya von Vyasa und er ist, wenn auch relativ spät verfasst, ein wichtiges Werk, das zum Verständnis des Yoga beiträgt. Von Vijnanabhikshu stammt zudem noch das kleine Werk Yogasārasaṃgraha, das ebenfalls den Yoga des Patanjali behandelt.
Sāṃkhyapravacanabhāṣya gilt als der wichtigste Kommentar zur Samkhyalehre, wobei Vijnanabhikshu die Ansicht vertritt, dass der Samkhya nur deswegen atheistisch konzipiert sei, um Gleichgültigkeit zu entwickeln, gegenüber dem Wunsch göttliche Würde zu erlangen.